# 聯合航空93號國家紀念館
聯合航空93號國家紀念館（英語：Flight 93 National Memorial）是位于美国东部宾夕法尼亚州的一处国家纪念景区，園區實際位置是在桑莫塞郡石溪鎮（Stonycreek Township, PA）範圍內，位在因墜機事件而聞名的尚克斯維爾（Shanksville）北方約3.2公里處。
紀念館的設計是保羅和米萊娜·默多克 (Milena Murdoch)的作品《擁抱新月》的修改版本，紀念館於 2015年9月10日開放，位於一道小山丘上，能夠俯瞰墜機現場和刻有遇難者姓名的白色大理石牆。

## 歷史
2001年9月11日，联合航空93号在911事件中遭到劫持，因乘客與機組員的反擊而提前坠毁于尚克斯维尔的乡野，机上40名乘客和机组人员遇难，该纪念园就位于坠机现场。事故發生後不久，該地為40名遇難者設立了臨時紀念碑。
2002年3月7日，國會議員約翰·穆爾沙在美國眾議院提出一項法案，以建立一個由委員會開發的國家紀念碑，並由國家公園管理局管理。同年4月16日，阿倫·斯派克特參議員 (Arlen Specter)在參議院提出了《93號航班國家紀念法案》。並在9月10日於國會兩院獲得通過。而最終法案明確將四名劫機者排除在紀念之外。並在9月24日由喬治·沃克·布希總統簽署，成為第107-226號公法，列入國家史蹟名錄。
2005年9月，93號航班諮詢委員會接獲要求，向內政部長和國會提交關於常設紀念碑的規劃、設計、建造和長期管理的建議，最後經過14年的規劃和建設，93航班國家紀念館於2015年9月10日竣工，並向公眾開放，開幕式由副總統喬·拜登、前總統喬治·沃克·布希和比爾·柯林頓、眾議院議長約翰·貝納及其他政要和乘客家屬出席，以及其他數千人。

## 園區設施
事件後，政府舉行全國設計大賽，以選出將在聯航93號班機墜毀的地點建立的紀念館造型。最後勝出的設計是一幅被稱為《擁抱新月》的構型，由一個大型的新月狀小道構成，並在弧形的外端種植北美紅楓和糖楓樹。
不過這個設計也引發一些爭議，因為那些劫持飛機的恐怖份子是伊斯蘭教的基本教義派份子，新月型一般被視為是伊斯蘭教的象徵，而紅色新月型在伊斯蘭教裡則和紅十字有相同地位。設計師宣稱這並沒有任何影射伊斯蘭象徵的意思，不過許多罹難者的家屬都表達了相同的質疑，因此設計師最後同意修改他的設計圖。

### 常設紀念碑
白色大理石紀念碑的成本估計為6000萬美元。截至2011年3月已籌集到約2000萬美元的私人捐款，其中賓夕法尼亞聯邦提供了1850萬美元，國會撥款約1000萬美元，後遇難者家屬敦促下，國會於2012財年預算中再撥款了370萬美元。紀念碑原計劃於2011年9月11日落成；然而由於資金短缺和美國整體經濟下滑等因素，建設工程延宕。
2009年11月8日，紀念碑由內政部長肯·薩拉查主持的儀式下破土動工，州長埃德·倫德爾、參議員鮑伯·凱西和眾議員約翰·穆爾沙和比爾·舒斯特以及國家公園官員、急救人員和乘客的家屬參與了此次儀式，最終紀念碑於2011年竣工。

### 聲音之塔
2017 年，一座 93 英尺（28公尺）高的聲音之塔開始建造。該塔將設置約40個風鈴，已代表紀念在墜機事故中喪生的乘客和機組人員。也是作為通往紀念館的門戶設施。